# Paraguay aux Jeux olympiques d'été de 2012
Le Paraguay participe aux Jeux olympiques d'été de 2012 à Londres au Royaume-Uni du 27 juillet au 12 août 2012. Il s'agit de sa 11e participation à des Jeux d'été.

## Athlétisme
Hommes
Courses
| Athlète         | Épreuve    | Séries   | Séries | Quarts de finale | Quarts de finale | Demi-finales | Demi-finales | Finale   | Finale |
| Athlète         | Épreuve    | Résultat | Rang   | Résultat         | Rang             | Résultat     | Rang         | Résultat | Rang   |
| --------------- | ---------- | -------- | ------ | ---------------- | ---------------- | ------------ | ------------ | -------- | ------ |
| Augusto Stanley | 400 mètres | 47 s 21  | 40e    | NC               | NC               | —            | —            | —        | —      |

Femmes
Concours
| Athlète      | Épreuve           | Qualification | Qualification | Finale   | Finale |
| Athlète      | Épreuve           | Distance      | Rang          | Distance | Rang   |
| ------------ | ----------------- | ------------- | ------------- | -------- | ------ |
| Leryn Franco | Lancer du javelot | 51,45 m       | 34e           | —        | —      |

## Aviron
Femmes
| Athlète            | Compétition | Séries        | Séries | Repêchage | Repêchage | Quarts de finale | Quarts de finale | Demi-finales  | Demi-finales         | Finales       | Finales       |
| Athlète            | Compétition | Temps         | Rang   | Temps     | Rang      | Temps            | Rang             | Temps         | Rang                 | Temps         | Rang          |
| ------------------ | ----------- | ------------- | ------ | --------- | --------- | ---------------- | ---------------- | ------------- | -------------------- | ------------- | ------------- |
| Gabriela Mosqueira | Skiff       | 7 min 52 s 07 | 15e    | —         | —         | 8 min 14 s 36    | 20e              | 8 min 10 s 15 | 6e (demi-finale C/D) | 8 min 34 s 51 | 2e (finale D) |

## Judo
| Athlète         | Compétition           | 1/32 de finale      | 1/16 de finale                         | 1/8 de finale       | Quarts de finale    | Demi-finales        | Repêchage 1         | Repêchage 2         | Finale              | Finale |
| Athlète         | Compétition           | Adversaire Résultat | Adversaire Résultat                    | Adversaire Résultat | Adversaire Résultat | Adversaire Résultat | Adversaire Résultat | Adversaire Résultat | Adversaire Résultat | Rang   |
| --------------- | --------------------- | ------------------- | -------------------------------------- | ------------------- | ------------------- | ------------------- | ------------------- | ------------------- | ------------------- | ------ |
| Abraham Acevedo | Moins de 66 kg hommes | exempt              | Daniel García González (AND) 0001/0200 | —                   | —                   | —                   | —                   | —                   | —                   | —      |

## Natation
| Athlète         | Épreuve          | Séries        | Séries | Demi-finales | Demi-finales | Finale | Finale |
| Athlète         | Épreuve          | Temps         | Rang   | Temps        | Rang         | Temps  | Rang   |
| --------------- | ---------------- | ------------- | ------ | ------------ | ------------ | ------ | ------ |
| Benjamin Hockin | 100 m nage libre | 50 s 12       | 32e    | —            | —            | —      | —      |
| Benjamin Hockin | 200 m nage libre | 1 min 48 s 91 | 26e    | —            | —            | —      | —      |
| Benjamin Hockin | 100 m papillon   | 53 s 65       | 36e    | —            | —            | —      | —      |

| Athlète       | Épreuve          | Séries  | Séries | Demi-finales | Demi-finales | Finale | Finale |
| Athlète       | Épreuve          | Temps   | Rang   | Temps        | Rang         | Temps  | Rang   |
| ------------- | ---------------- | ------- | ------ | ------------ | ------------ | ------ | ------ |
| Karen Riveros | 100 m nage libre | 59 s 86 | 41e    | —            | —            | —      | —      |

## Tennis
| Athlète              | 1/32 de finale                         | 1/16 de finale      | 1/8 de finale       | Quarts de finale    | Demi-finales        | Match pour la médaille de bronze | Finale              |
| Athlète              | Adversaire Résultat                    | Adversaire Résultat | Adversaire Résultat | Adversaire Résultat | Adversaire Résultat | Adversaire Résultat              | Adversaire Résultat |
| -------------------- | -------------------------------------- | ------------------- | ------------------- | ------------------- | ------------------- | -------------------------------- | ------------------- |
| Verónica Cepede Royg | Varvara Lepchenko (USA) 5-7, 7-64, 2-6 | —                   | —                   | —                   | —                   | —                                | —                   |

## Tennis de table
Hommes
| Athlète         | Compétition | Tour préliminaire | 1er tour                                                                         | 2e tour          | 3e tour          | 4e tour          | Quarts de finale | Demi-finales     | Finale           | Finale |
| Athlète         | Compétition | Adversaire Score  | Adversaire Score                                                                 | Adversaire Score | Adversaire Score | Adversaire Score | Adversaire Score | Adversaire Score | Adversaire Score | Rang   |
| --------------- | ----------- | ----------------- | -------------------------------------------------------------------------------- | ---------------- | ---------------- | ---------------- | ---------------- | ---------------- | ---------------- | ------ |
| Marcelo Aguirre | Simple      | exempt            | Battu par Oleksandr Didukh (UKR) 3-4 (7-11, 11-7, 12-10, 4-11, 7-11, 11-7, 9-11) | —                | —                | —                | —                | —                | —                | —      |